# Gomphus geminatus
Gomphus geminatus är en trollsländeart som beskrevs av Frank Louis Carle 1979. Gomphus geminatus ingår i släktet Gomphus och familjen flodtrollsländor. IUCN kategoriserar arten globalt som nära hotad. Inga underarter finns listade i Catalogue of Life.